# Maskespil
Maskespil er en film instrueret af Henrik Bak. Filmen er produceret på Filmværkstedet.

## Handling
En video om skuespilleres arbejde med masker. Masken betragtes som nøglen til skuespillerens primære værktøj: Kroppen. Masken dækker skuespillerens ansigt og tvinger ham eller hende til at bruge kroppen som udtryksmiddel. Masken kan tvinge skuespilleren til at finde nye udtryk, og skuespilleren kan bibringe masken nye dimensioner.